# Le Cœur au ventre
Le Cœur au ventre est une mini-série française en six épisodes de 52 minutes réalisée par Robert Mazoyer diffusée d'abord en Belgique à partir du 10 septembre 1976 sur la RTB, puis en France à partir du 29 octobre 1976 sur Antenne 2.
Au Québec, elle a été diffusée à partir du 2 novembre 1977 à la Télévision de Radio-Canada.

## Distribution

### Acteurs principaux
- Sylvain Joubert : Roger Konacker
- Guy Marchand : Nino Cerreti
- François Leccia : Philippe Morand
- Robert Dalban : Moroni
- Sylvie Fennec : Catherine Morand

### Acteurs récurrents et invités
- Jacqueline Dufranne : Mme Morand (4 épisodes)
- Jean Reney : M. Morand (4 épisodes)
- Sophie Agacinski : Eliane Cerreti (4 épisodes)
- Michel Charrel : Max Travers (4 épisodes)
- Karin Petersen : Marie-Claude Mancier (3 épisodes)
- Jean Cherlian : Parioli (3 épisodes)
- Gérard Croce : Cottard (3 épisodes)
- Virginie Boulze : Lucie Cerreti (3 épisodes)
- Jenny Arasse : Juliette Moroni (2 épisodes)
- Jenny Clève : Mme Konacker (2 épisodes)
- Henri Lambert : Carlin (2 épisodes)
- Guy Dhers : Louis Konacker (2 épisodes)
- André Lacombe
- Sylvain Salnave
- Gérard Couderc

## Fiche technique
- Réalisation : Robert Mazoyer
- Scénario, adaptation et dialogues : Jean-Pierre Petrolacci
- Musique : Jacques Loussier
- Cascades : Pierre Rosso et son équipe
- avec la participation de Robert Chapatte et Thierry Roland